# Zubastaja
Zubastaja är ett berg i Antarktis. Det ligger i Östantarktis. Australien gör anspråk på området. Toppen på Zubastaja är 77 meter över havet.
Terrängen runt Zubastaja är kuperad åt sydost, men västerut är den platt. Havet är nära Zubastaja åt nordväst. Trakten är obefolkad. Det finns inga samhällen i närheten.